# Bijeljevina Orahovička
Bijeljevina Orahovička – wieś w Chorwacji, w żupanii virowiticko-podrawskiej, w mieście Orahovica. W 2011 roku liczyła 37 mieszkańców.